# Centre Sanaaq
Le centre Sanaaq est un centre culturel et communautaire comportant une bibliothèque, une salle de spectacle et d'exposition ainsi que des espaces sociocommunautaires, situé à Montréal, au Québec (Canada).

## Dénomination

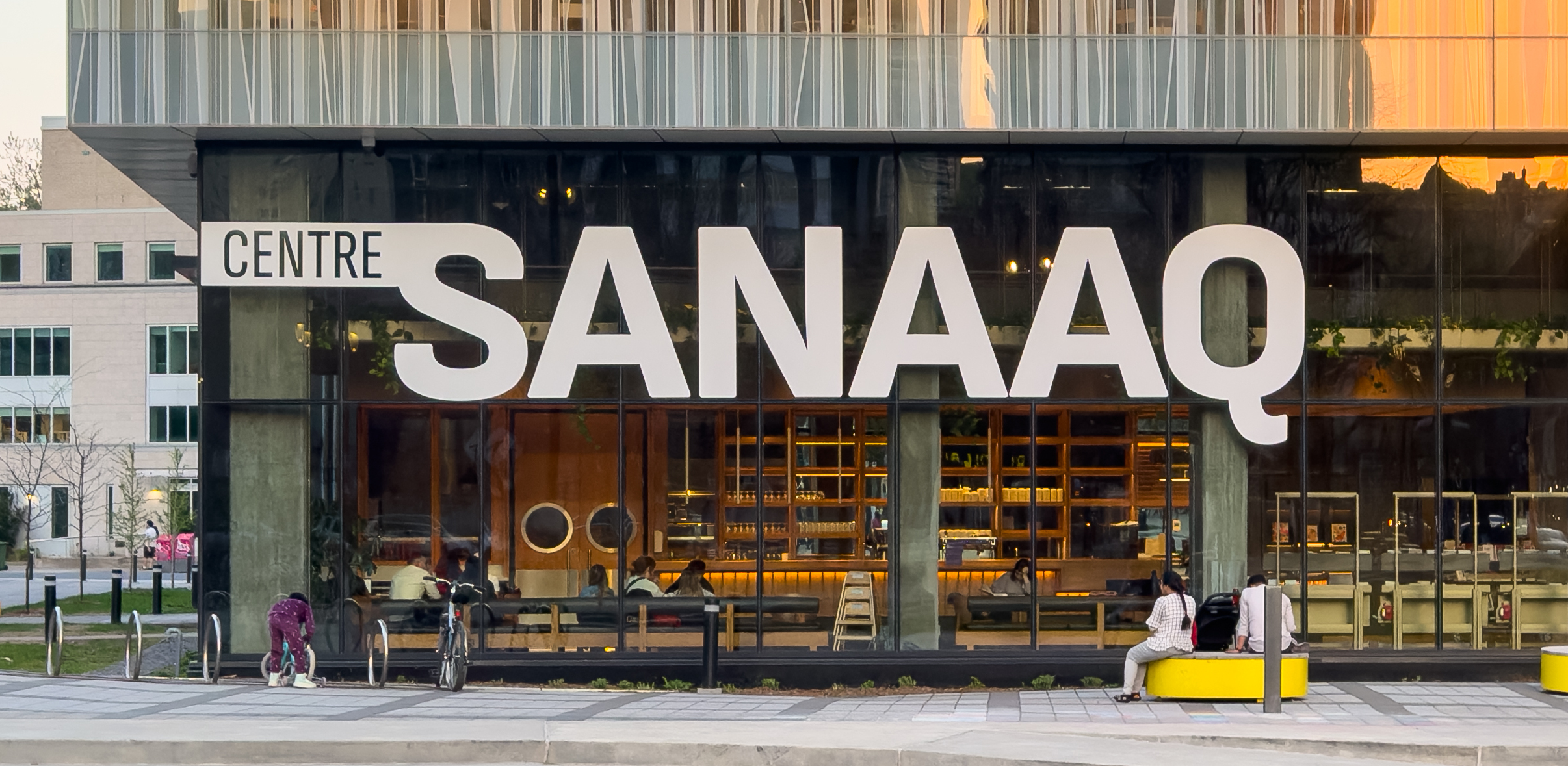
Enseigne du centre Sanaaq

L’origine de l'appellation du centre provient du nom d'un personnage inuktitut « Sanaaq » , qui se rattache au roman du même nom de l’autrice Mitiarjuk Nappaaluk. Ce nom a été choisi afin de représenter la mixité culturelle et pour rendre hommage aux communautés autochtones du quartier.

## Bâtiment
D’une superficie de 5 310 m2, il est situé dans l’ouest de l’arrondissement de Ville-Marie, dans le village Shaughnessy. Il est conçu par les firmes Architecture49 Inc., Pelletier de Fontenay, Atelier Zébulon Perron et CIMA+. L’aboutissement de la construction est prévu pour 2024. Cette construction répond aux besoins de la population avoisinante à la suite d'une étude de 2014 et des résultats obtenus lors d’ateliers de conception participative, de sondages et de consultations avec divers organismes. L’agence Pelletier de Fontenay qualifie l’architecture intérieure ainsi : « La forme irrégulière de la structure et de l’espace du "base building" permettent d’accueillir et de générer des expressions et des expériences variées. Diverses logiques sont présentes, diverses ambiances coexistent. Le tout forme une mosaïque à l’image de la communauté ».Le centre Sanaaq abritera une agora, une salle de spectacle de 250 places, une salle d’exposition, une bibliothèque, un café communautaire, un laboratoire culinaire, un laboratoire musical et un espace familial. Un modèle dirigé avec la communauté sera établi pour la gestion de la programmation du centre. Selon Cathy Wong (en), conseillère de la ville du quartier Peter-McGill, le lieu se veut un endroit rassembleur et inclusif,.

## Bibliothèque
La bibliothèque est basée sur un modèle de bibliothèque communautaire, c’est-à-dire axée sur l’inclusion sociale. Elle fait partie du réseau des bibliothèques de Montréal, rassemblant les 45 bibliothèques publiques de la métropole. L’endroit abritera au total plus de 84 000 documents comprenant des livres, des jeux, des instruments et des appareils numériques. 50 400 documents seront physiques et 30 000 documents seront numériques. La bibliothèque possèdera une collection de littérature autochtone, qui rassemblera plus de 750 œuvres à exemplaire unique. Pour ce qui est de la langue, elle sera composée de documents en français, en anglais, en cantonais, en farsi, en mandarin et en langues autochtones. Il sera également possible de faire le prêt de tables tournantes, de consoles de jeux vidéo, d’ordinateurs portables, de tablettes et de liseuses. La section jeunesse de la bibliothèque comprendra une aire de jeux intérieure composée de glissades, de maisonnettes, de matelas, de marionnettes, etc. La section jeunesse comportera également des salles d’allaitement et des endroits familiaux conçus avec comme critère principal le confort des usagères. Outre que par le grand choix de bande de dessinées et de jeux vidéo, les adolescents auront accès à un médialab où des ateliers numériques seront offerts. Le centre Sanaaq sera ouvert 7 jours sur 7 avec un total de 91 heures d’ouverture, ce qui selon les lignes directrices pour les bibliothèques publiques du Québec équivaut à un excellent niveau de service.

## Galerie

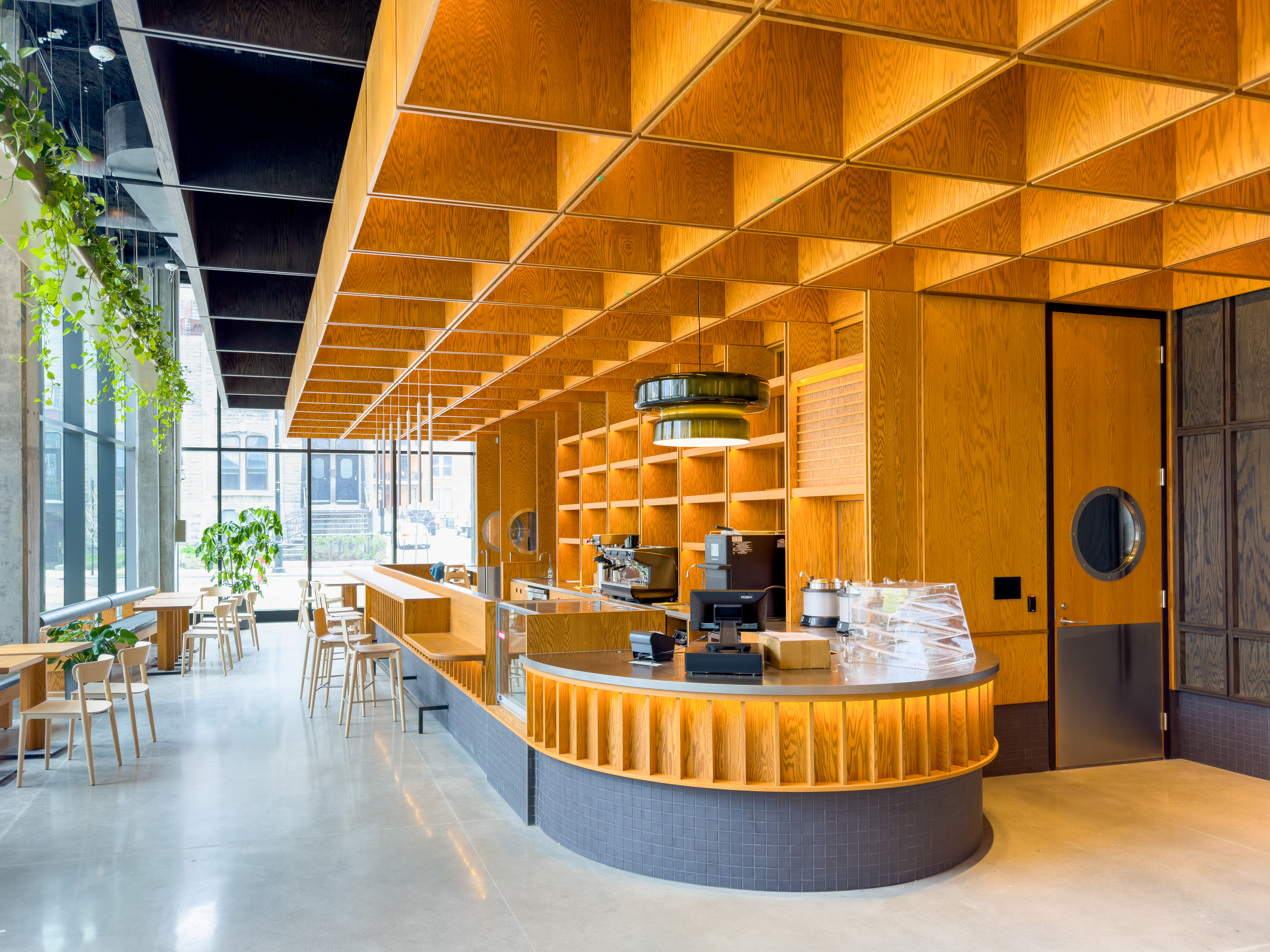
Café
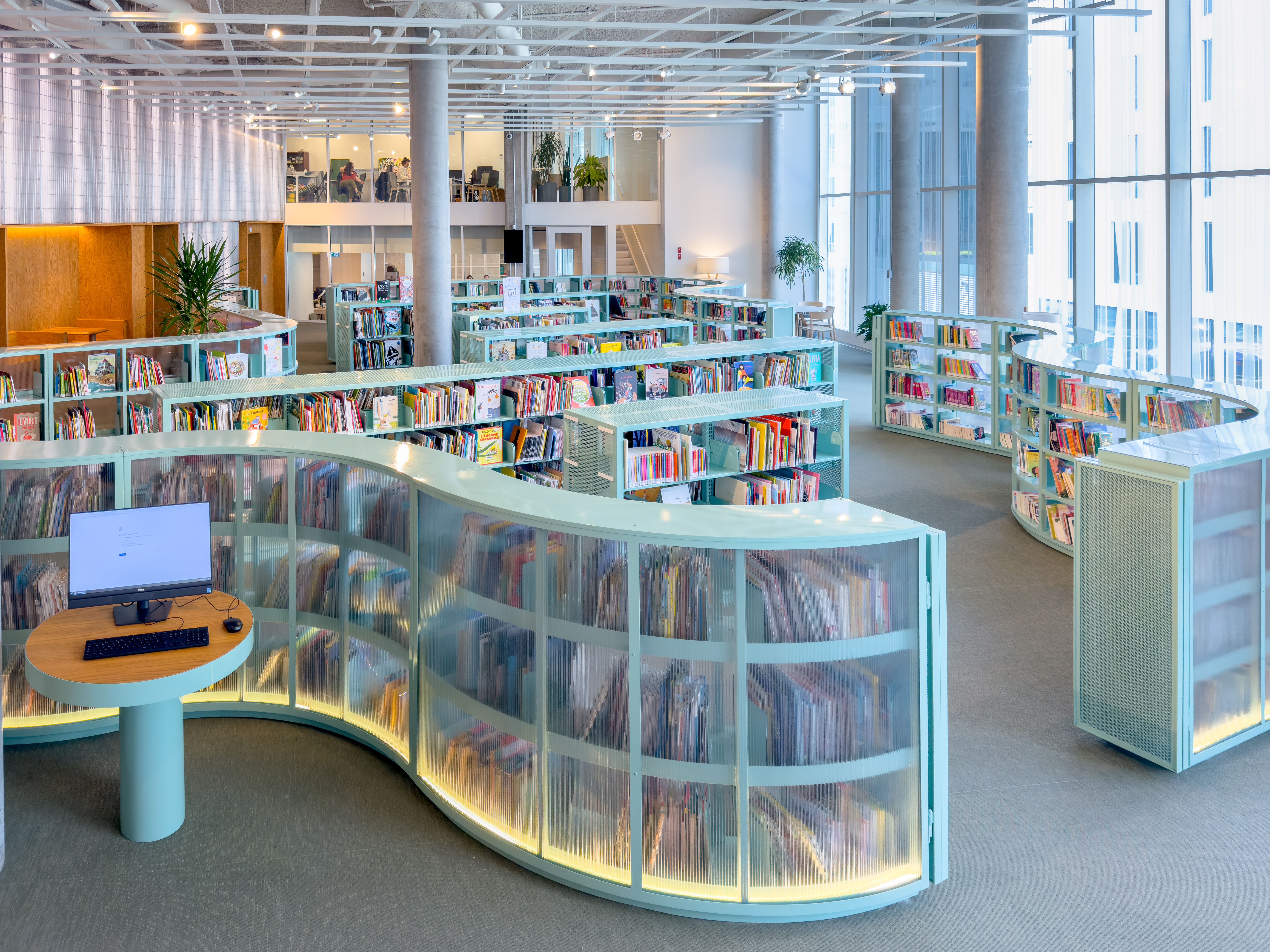
Rayonnage des collections jeunesse
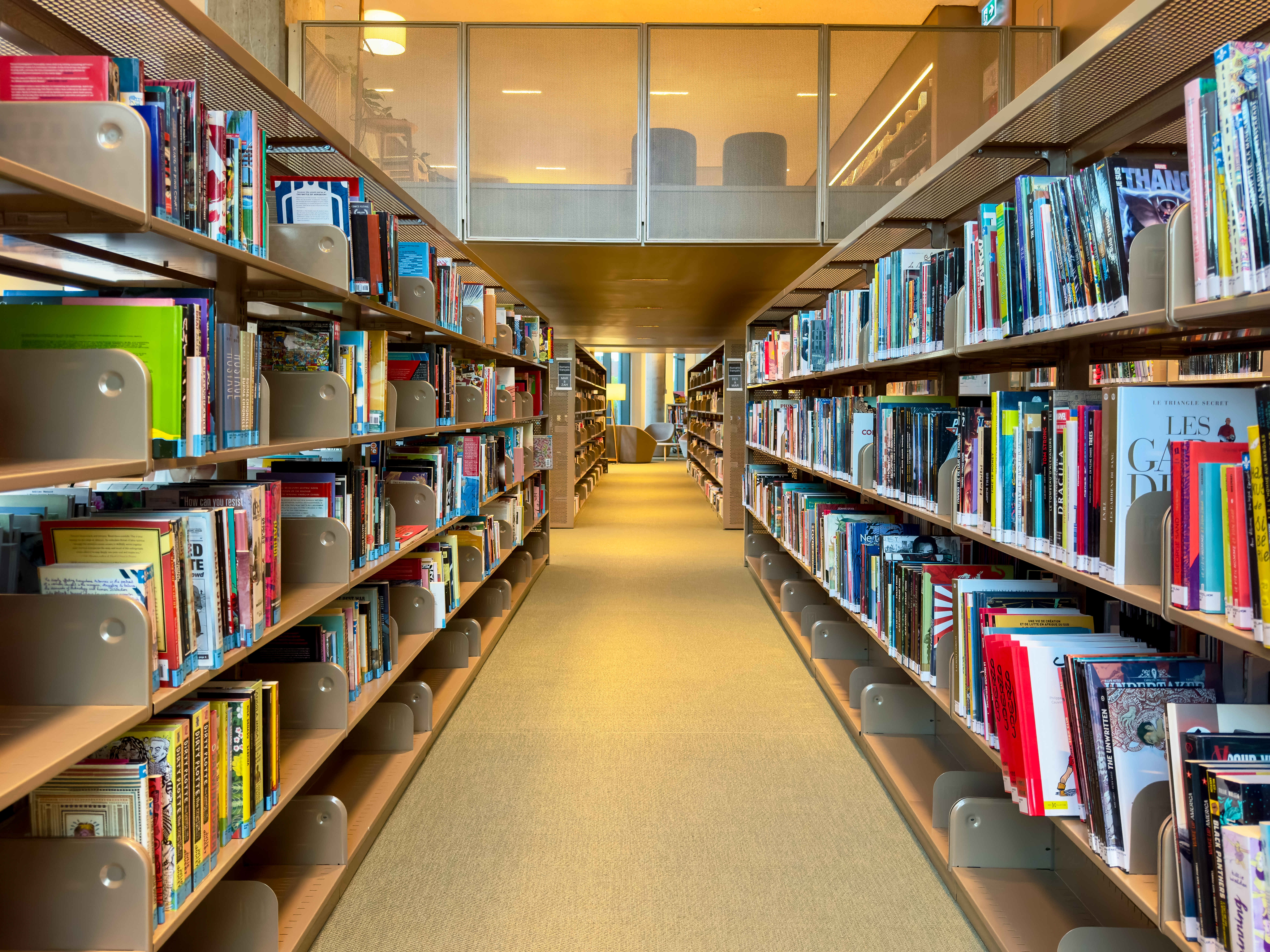
Rayonnage de livres
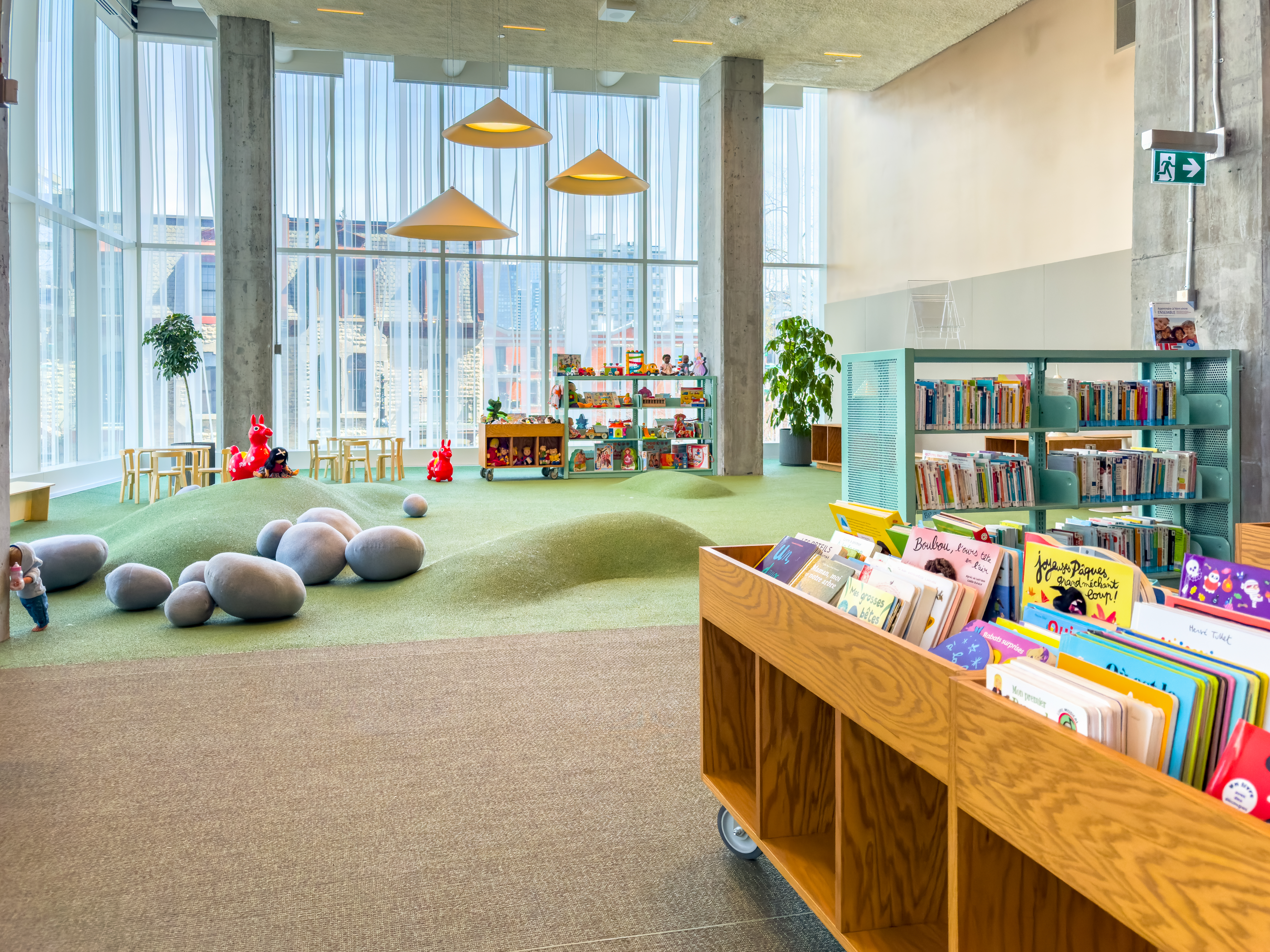
Espace familles et aire de jeux
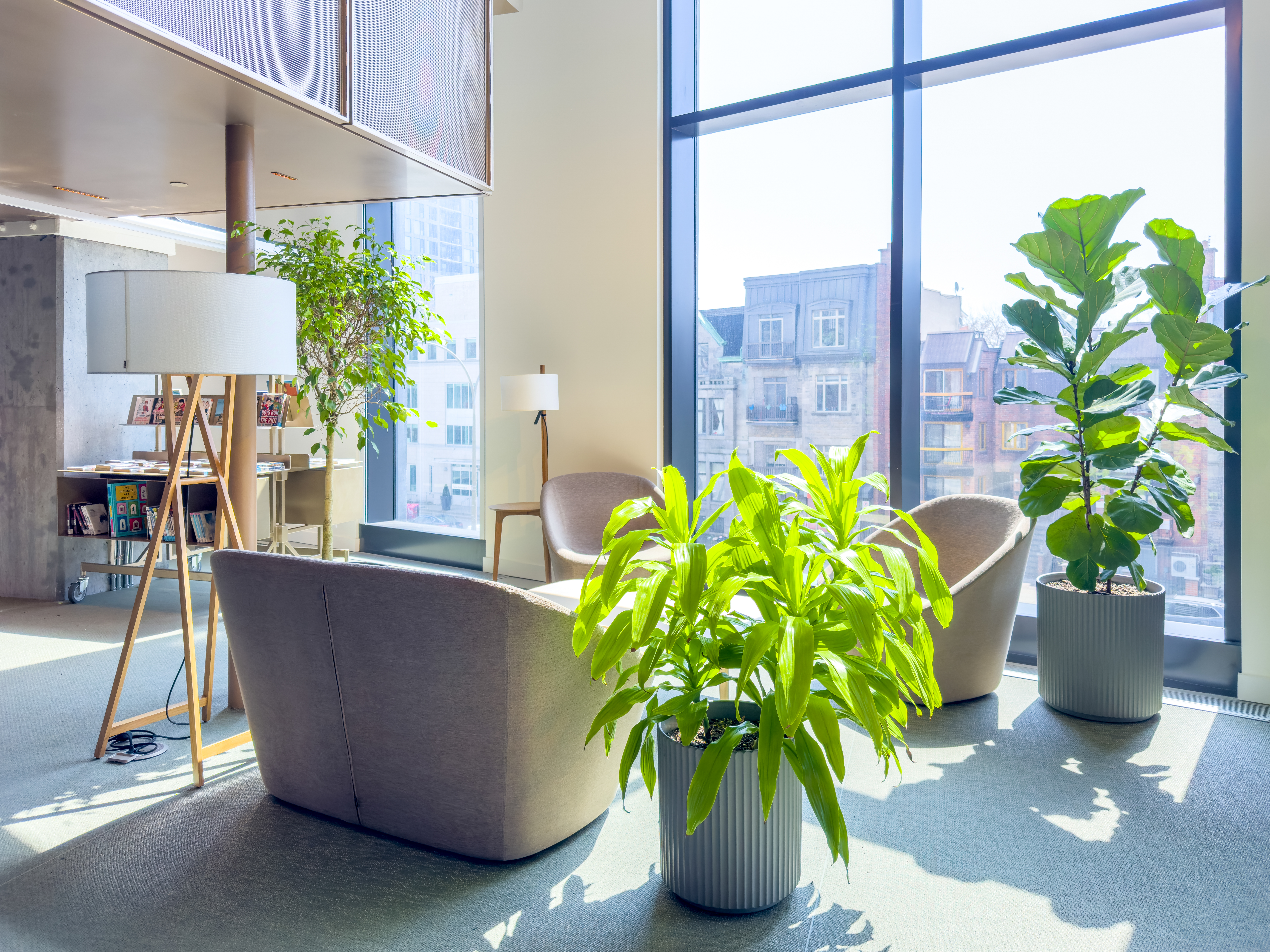
Espace de lecture
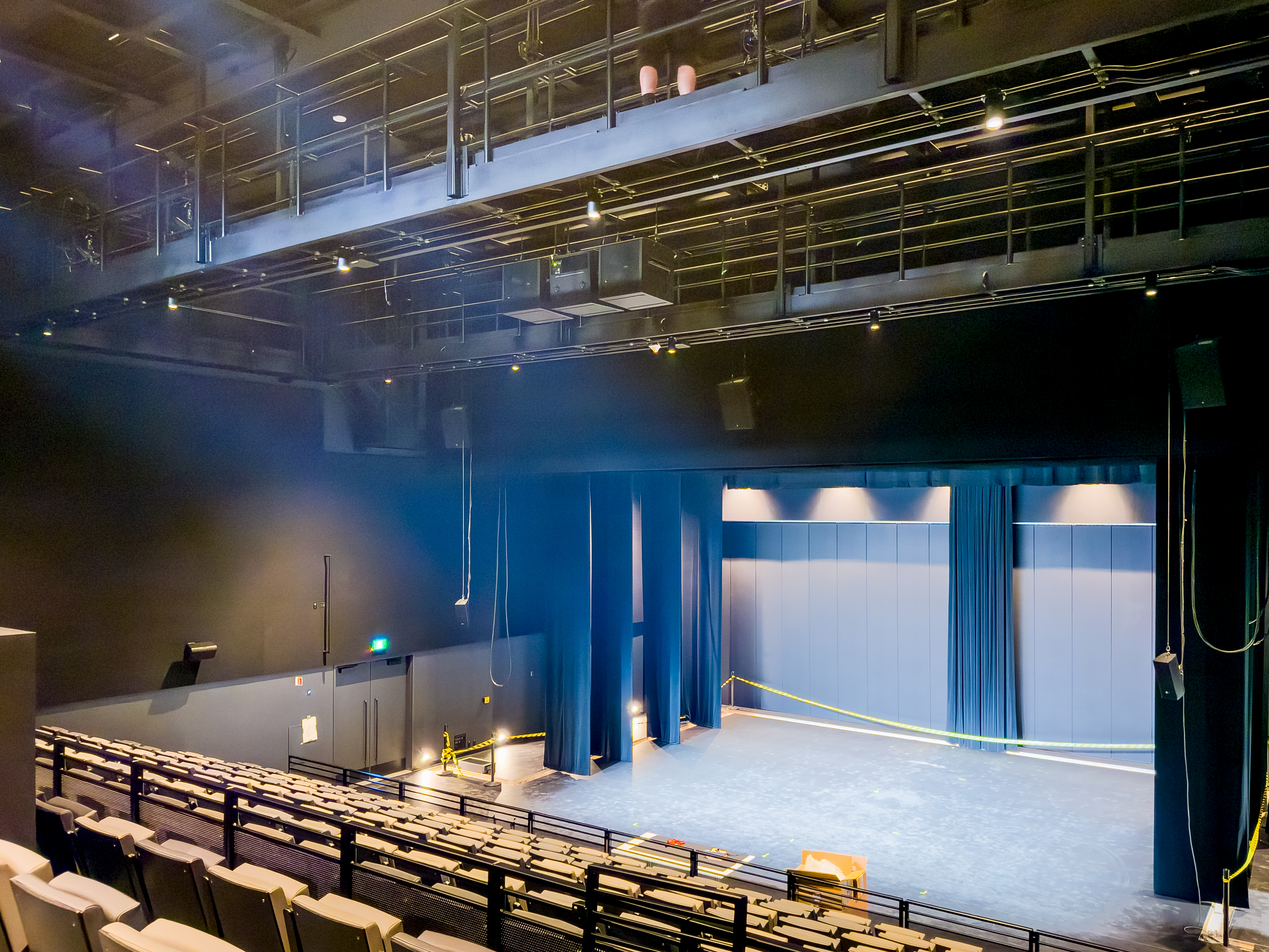
Salle de spectacle du centre Sanaaq